# Eduardo Delgado Assad
Eduardo Delgado Assad é um cientista, pesquisador e professor brasileiro, especializado na área de mudanças climáticas e seus impactos na agricultura.
Cursou Engenharia Agrícola na Universidade Federal de Viçosa, e fez Mestrado e Doutorado em Hidrologia e Matemática na Universidade de Montpellier, com pós-doutorado em Agroclimatologia e Sensoriamento Remoto na Universidade Estadual de Campinas e no Centre National d´Études Spatiales em Toulouse, atuando nos laboratórios do Institut National de la Recherche Agronomique de Avignon e do Centre de Coopération Internationale en Recherche Agronomique pour le Développement em Montpellier.
Desde 1987 é pesquisador da Embrapa, trabalhando no Centro de Pesquisa Agropecuária dos Cerrados e na Área de Recursos Naturais da Embrapa Cerrados. Foi secretário-executivo do Programa de Recursos Naturais, chefe da Embrapa Informática Agropecuária e chefe de Pesquisa e Desenvolvimento da Embrapa Cerrados. De 1993 a 2006 foi coordenador técnico de Zoneamento Agrícola de Riscos Climáticos do Ministério da Agricultura, Pecuária e Abastecimento, quando criou e coordenou a rede nacional de Agrometeorologia. Foi secretário de Mudanças Climáticas e Qualidade Ambiental do Ministério do Meio Ambiente, criou e coordenou a sub-rede Clima e Agricultura do Ministério da Ciência, Tecnologia e Inovação. É membro do Comitê Científico e coordenador do Grupo de Trabalho 2 do Painel Brasileiro de Mudanças Climáticas, e leciona no mestrado em Agronegócio da Fundação Getúlio Vargas.
Em suas múltiplas atribuições coordenou muitos projetos de larga escala em rede nacional, como o Inventário Brasileiro de Emissões e Remoções Antrópicas de Gases de Efeito Estufa, que deu subsídios para a contribuição brasileira à Convenção-Quadro das Nações Unidas sobre Mudança do Clima, as diretrizes governamentais para a regulamentação e implementação da Política Nacional sobre Mudanças do Clima, a metodologia do Zoneamento de Riscos Climáticos na Agricultura, adotada pelo governo como um dos parâmetros da Política de Crédito Agrícola, e alguns dos principais estudos sobre os efeitos do aquecimento global na produção de alimentos no país, destacando-se Aquecimento Global e Cenários Futuros da Agricultura Brasileira, o de mais amplo escopo já publicado em seu campo.
Recebeu o Prêmio Frederico de Menezes Veiga da Embrapa em reconhecimento do valor dos seus trabalhos para a sociedade e para o fomento da agropecuária preservando a sustentabilidade, o Prêmio Destaque à Lavoura da Sociedade Nacional de Agricultura na categoria Pesquisa, foi co-recipiente do Prêmio Interamericano do Setor Rural, do Instituto Interamericano de Cooperação para Agricultura, e co-recipiente do Norbert Gerbier-Mumm International Award da Organização Meteorológica Mundial pela co-autoria do artigo "Use of meteorological satellites for water balance monitoring in Sahelian regions" publicado no International Journal of Remote Sensing.